# Муханов, Евграф Николаевич
Евграф Николаевич Муханов (4 ноября 1830 — 20 августа 1892) — белгородский уездный предводитель дворянства, белгородский землевладелец, штабс-капитан Драгунского Е. И. В. Великого Князя Николая Николаевича полка, основоположник Масловопристанской ветки Тверской линии дворянского рода Мухановых, прадед А. Д. Сахарова.

## Биография
Родился в имении матери Екатерины Николаевны Мухановой (Пущиной) в селе Ржавец (ныне Шебекинского района).
9 (21) сентября 1845 года поступил воспитанником в Дворянский полк (впоследствии — Константиновский кадетский корпус) в Петербурге. С апреля по сентябрь 1849 года находился в Галиции в походе русского экспедиционного корпуса Ивана Паскевича, участвуя в войне против венгров (совместные действия России и Австрии, направленные на подавление венгерского восстания). 26 мая (7 июня) 1849 года по экзамену произведён в прапорщики с определением в Финляндский драгунский полк, 23 декабря 1851 (4 января 1852) года переведён в Драгунский Е. И. В. Великого Князя Николая Николаевича полк. 4 (16) июня 1852 года произведён в поручики на вакансию.
В возрасте 23 лет, 21 июля (2 августа) 1854 года в чине штабс-капитана уволен от службы «за болезнью» и вернулся на родину. Окончательно вышел в отставку в феврале 1856 года.
12 (24) января 1858 года женился на Анне Петровне Булгаковой (р. 3 (15) февраля 1837 — ум. после 1906).
Евграф Николаевич играл видную роль в общественной жизни Белгорода и уезда: выбирался предводителем Белгородского уездного дворянства, являлся председателем уездного съезда, дворянской опеки, училищного совета и других уездных организаций, мировым судьёй, выбирался гласным Белгородского земского собрания, был членом Российского акцизного общества. С должности предводителя дворянства ушёл по болезни за несколько месяцев до смерти.

## Имения
Имения Евграфа Николаевича Муханова находились в сёлах Весёлая Лопань, Ржавец, Черемошное, Репное и Петровка. Владел обширным животноводческим хозяйством: 

«Первая станция за Белгородом Веселая Лопань расположена в 169 верстах от Курска; село это замечательно по находящимся при нем имению Евграфа Николаевича Муханова, известному по овцеводству и свиноводству»— Россия. — СПб.: Изд-во Девриена, 1902. — Т. 2. — С. 476.
В 1891 году открыл в с. Весёлая Лопань винокуренный завод, существующий до настоящего времени как Веселолопанский спиртзавод.

## Семья
Отец — Николай Евграфович Муханов (4 или 6 декабря 1800 — 21 мая 1874). Похоронен на териитории кладбищенской церкви в Белгороде. Мать — Екатерина Николаевна Пущина.
Жена — Анна Петровна Булгакова (3 [15] февраля 1837 — после 1906)
Дети:
- Екатерина, Николай, Павел, Илья, Наталья — умерли во младенчестве.
- Николай Евграфович Муханов (21 ноября 1864 года, Харьков — 1933, Чехословакия), белгородский уездный предводитель дворянства (1908).
- Георгий Евграфович Муханов (21 апреля 1869 — ?), белгородский уездный предводитель дворянства (1909)
- Зинаида Евграфовна Муханова (в замужестве Софиано) (8 октября 1870—1943, Москва) — см. ниже.
- Ольга Евграфовна Муханова (в замужестве Понофидина) (6 июля 1873 года — ?)
- Антонина (13 апреля 1876 — 8 марта 1881).

## Родственная связь с А. Д. Сахаровым
Е. Г. Боннэр пишет в своей биографической работе об А. Д. Сахарове:

«… Дед, Алексей Семенович Софиано,… 11 ноября 1890 года женится вторично, на Зинаиде Евграфовне Мухановой, которая была моложе его на 16 лет. Её отец Евграф Николаевич Муханов (прадед Андрея Дмитриевича), отставной штабс-капитан, белгородский мировой судья и уездный предводитель дворянства, происходил из старинного, широко разветвленного рода Мухановых (Тверская линия)».— Боннэр Е. Г. Вольные заметки к родословной Андрея Сахарова // Сахаров А. Д. Воспоминания, — М., 1996. — Т. 1-2.